# Alexandru Fîntînaru
Alexandru Fîntînaru (Szemlak, 1895. március 25. – Temesvár, 1958. szeptember 1.) erdélyi román ügyvéd, részt vett a Szoboszlay Aladár vezette „államellenes összeesküvésben”, amiért halálra ítélték és kivégezték.

## Élete
1926-tól a Iuliu Maniu vezette Nemzeti Parasztpárt egyik Arad megyei vezetője volt. Kitűnően beszélt magyarul, magyar ismerősei Sanyi bácsinak szólították, még a későbbi perirataiban is ezen a néven szerepel. 1947-től az 1950-es évek elejéig Nagylak polgármestere volt, majd később nyugdíjas ügyvédként élt Aradon. Itt ismerkedett össze 1952-ben, egy katolikus egyházi ünnepségen Szoboszlay Aladár római katolikus lelkésszel, akivel barátok lettek. Támogatta a többpártrendszer visszaállítását, valamint a román-magyar konföderáció megteremtésére és a kapitalista rendszer visszaállítására irányuló elképzeléseket. Ő fordította le román nyelvre a  tervbe vett Keresztény Demokrata Párt programját.
Alexandru Fîntînaru feladata volt a Nemzeti Parasztpárt és a Nemzeti Liberális Párt rendszerrel szembehelyezkedő tagjainak beszervezése és mozgósítása. Személyesen vállalkozott arra, hogy a mozgalomnak megnyeri a caracali tankezred parancsnokát, Constantin Drăgăniță alezredest, aki az unokahúgának, Iris Maria Drăgănițănak volt a férje. 1956 nyarán többször Bukarestbe utazott, de sohasem sikerült találkoznia az alezredessel. Így a feleségén keresztül kérte meg arra, hogy tankalakulatával foglalja el a Belügyminisztérium épületét. Fîntînaru megígérte, hogy a fegyveres lázadás győzelme esetén Drăgăniță lesz az új honvédelmi miniszter.
Szoboszlai Aladárral egyetértésben vállalta, hogy a Brassóban lakó, Tiberiu nevű mérnök fia a magyarországi forradalmi harcok idején kapcsolatba lép az Ozsdola környéki „szökevényekkel”, akik fegyveres harcot folytattak a szocialista rendszer ellen. (Akiket azonban még azon év folyamán, árulásnak köszönhetően lelepleztek és tűzpárbajban megöltek.) Azzal is egyetértett, hogy Romániában a magyarországihoz hasonló fegyveres lázadást robbantsanak ki. A már megszüntetett görögkatolikus egyházzal fenntartott korábbi kapcsolatai révén – maga is ennek a felekezetnek volt a tagja – a mozgalom számára megpróbált külföldi támogatókat szerezni.
Fîntînarut 1957 őszi elfogása után egészen 1958. április 18.-ig vallatták. A Kolozsvári III. Hadtest katonai bírósága 1958. május 30-án „a Román Népköztársaság belső és külső biztonsága elleni szervezkedés”, azaz hazaárulás vádjával halálra ítélte. A Legfelsőbb Törvényszék Katonai Kollégiuma elfogadta ugyan a fellebbezést, a jogi besorolást is megváltoztatta, azonban az alapfokon hozott halálos ítéletet fenntartotta. Alexandru Fîntînarut kilenc társával együtt 1958. szeptember 1-jén a Securitate temesvári börtönében kivégezték. A kivégzéséről hivatalos jegyzőkönyv készült.
Fîntînarut a kolozsvári táblabíróság végül 2010-ben, három évnyi pereskedés után felmentette, azt azonban máig nem lehet tudni, hogy hova vannak a kivégzettek eltemetve.